# 홍콩 문화박물관
홍콩 문화박물관(중국어: 香港文化博物館, Hong Kong Heritage Museum)은 홍콩의 역사, 미술, 문화를 개관하는 박물관이다. 2000년 12월 16일 문을 열였으며 상문 강변에 자리해 있다. 홍콩 특별행정구 정부 산하 부처인 사틴 강락급문화사무서가 운영한다. 기획전시관 여섯 곳과 상설전시관으로 이루어진 홍콩 문화박물관은 레이크+페스와 로드 컬추럴 리소스가 함께 설계했다.
박물관 건물은 홍콩에서 규모가 가장 크며, 관람객은 최대 6,000명까지 수용할 수 있다.

## 특징

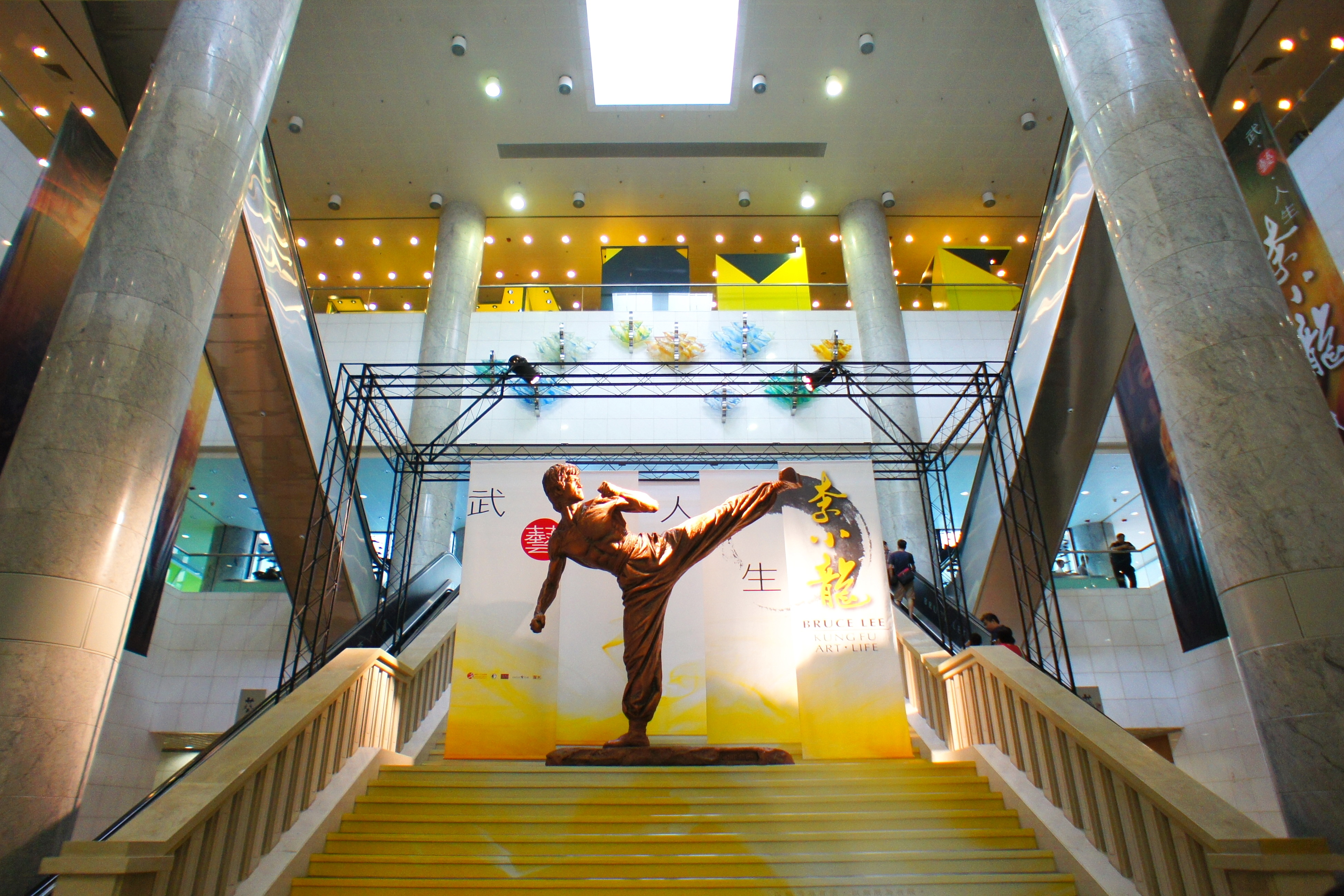
성룡-쿵푸‧예술‧생활 전시관

홍콩 문화박물관은 역사, 예술, 문화에 관한 전반적인 전시를 제공하도록 설계됐다. 관람객과의 상호 전시와 프로그램도 진행되며 박물관 내부에는 카페와 기념품점도 있다.
홍콩 문화박물관에는 박물관의 소장품을 전시하는 기획 전시 미술관 여섯 곳과 상설 전시를 하는 여섯 가지의 테마 전시관이 있다. 이들 상설 전시관은 다음과 같다.
- 신까이 유적관
- 어린이 발견관
- 대희 유적관
- T.T.쩌이 중국미술관. 옛 쩌이 미술관의 소장품들을 전시해 놓았다.
- 지우시우옹관

전시관 외에도 박물관 내에는 350석 규모의 극장이 있는데, 일반 대희 공연을 비롯한 다양한 공연과 토론이 이루어지는 용도로 되어 있다.

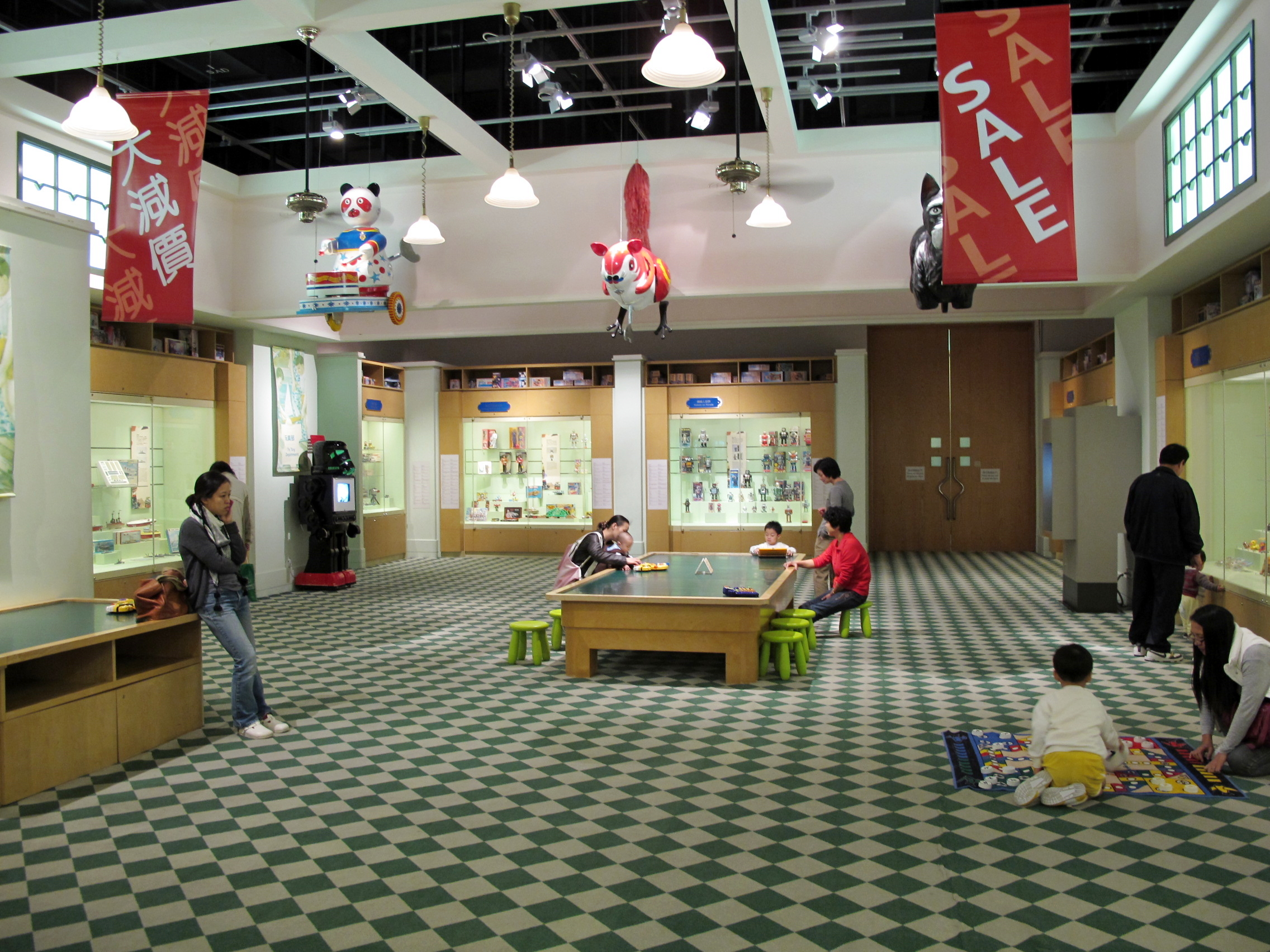
오래된 장난감 전
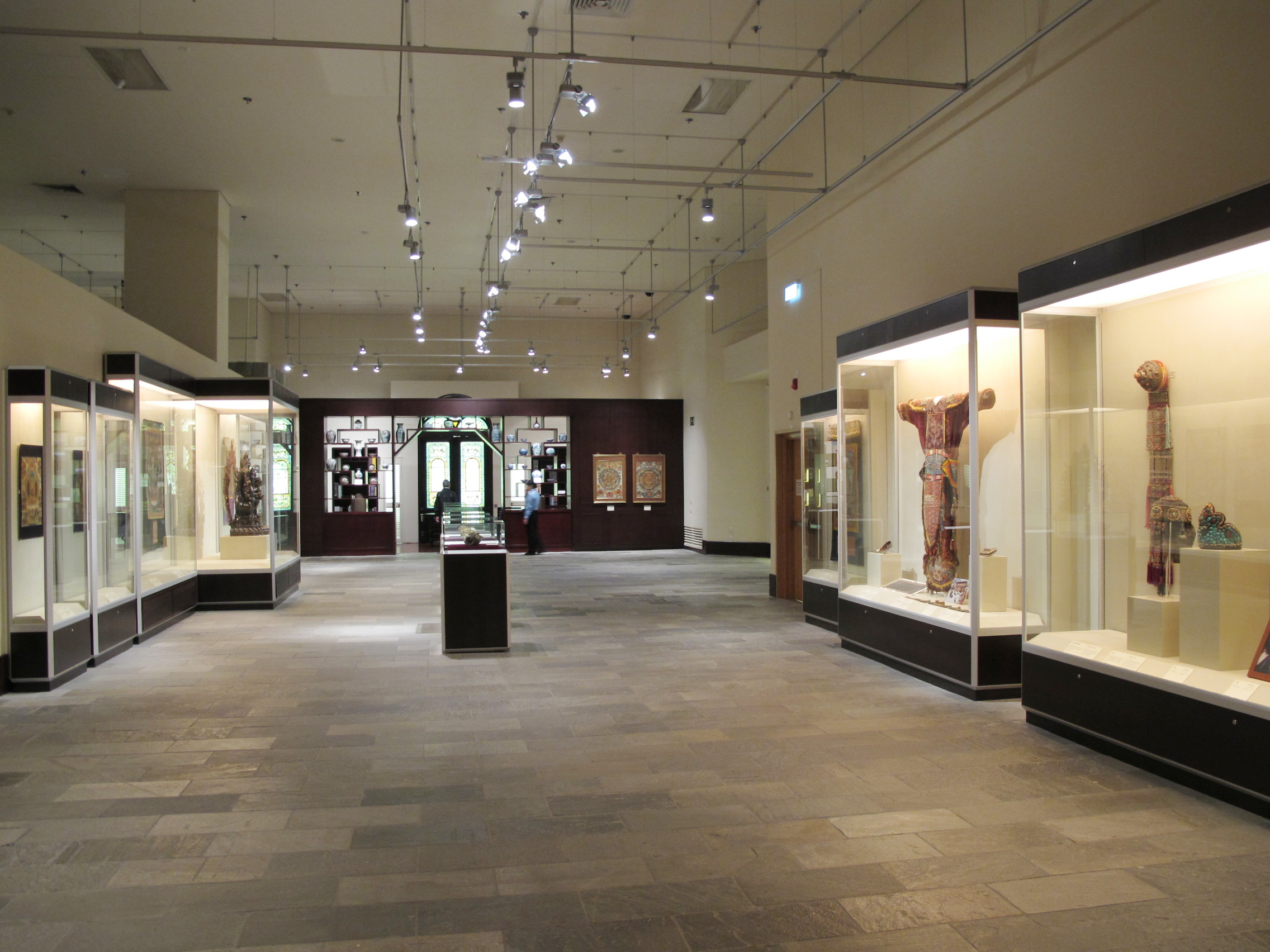
T.T.쩌이 중국미술관
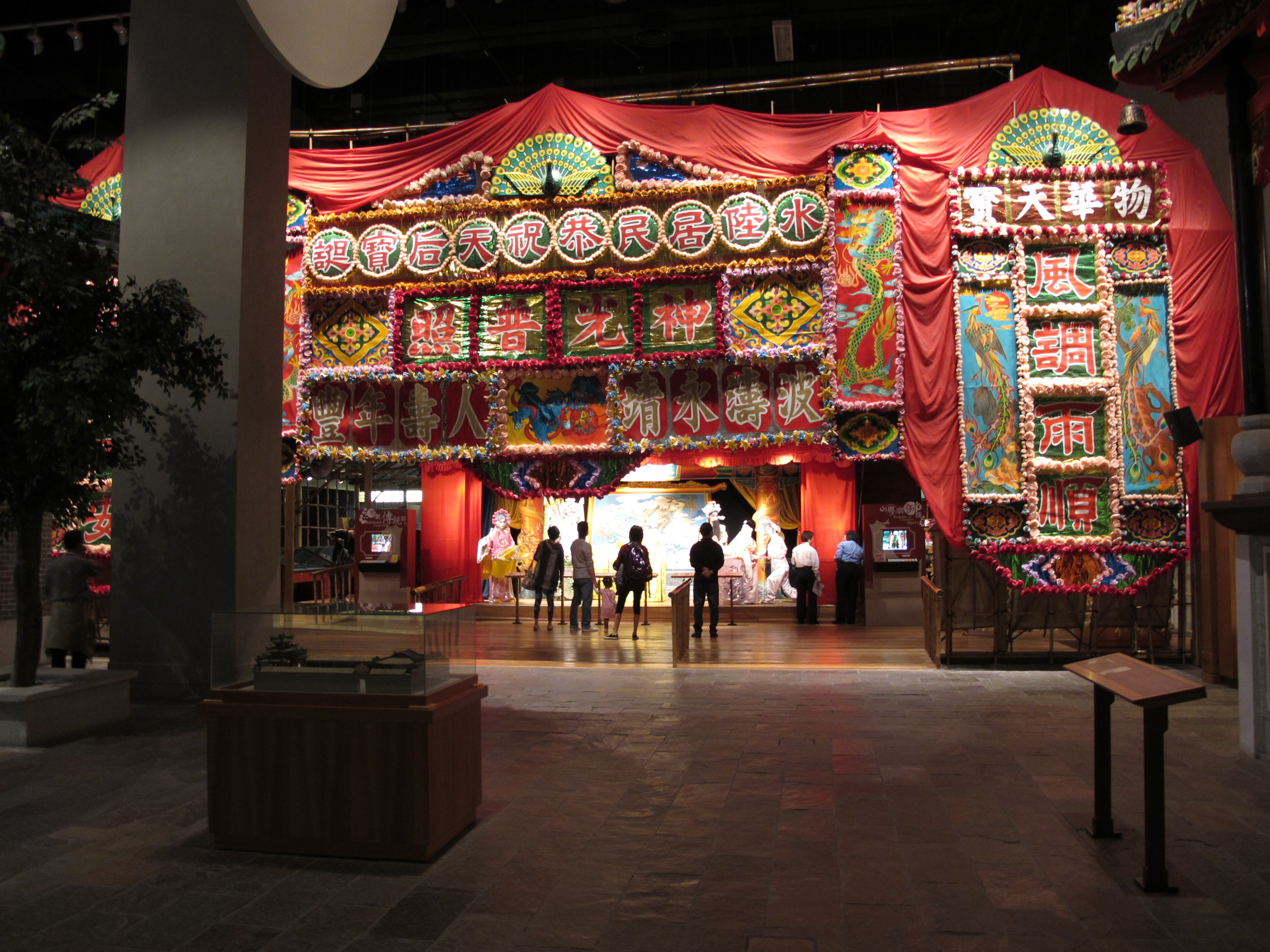
대희 유적관
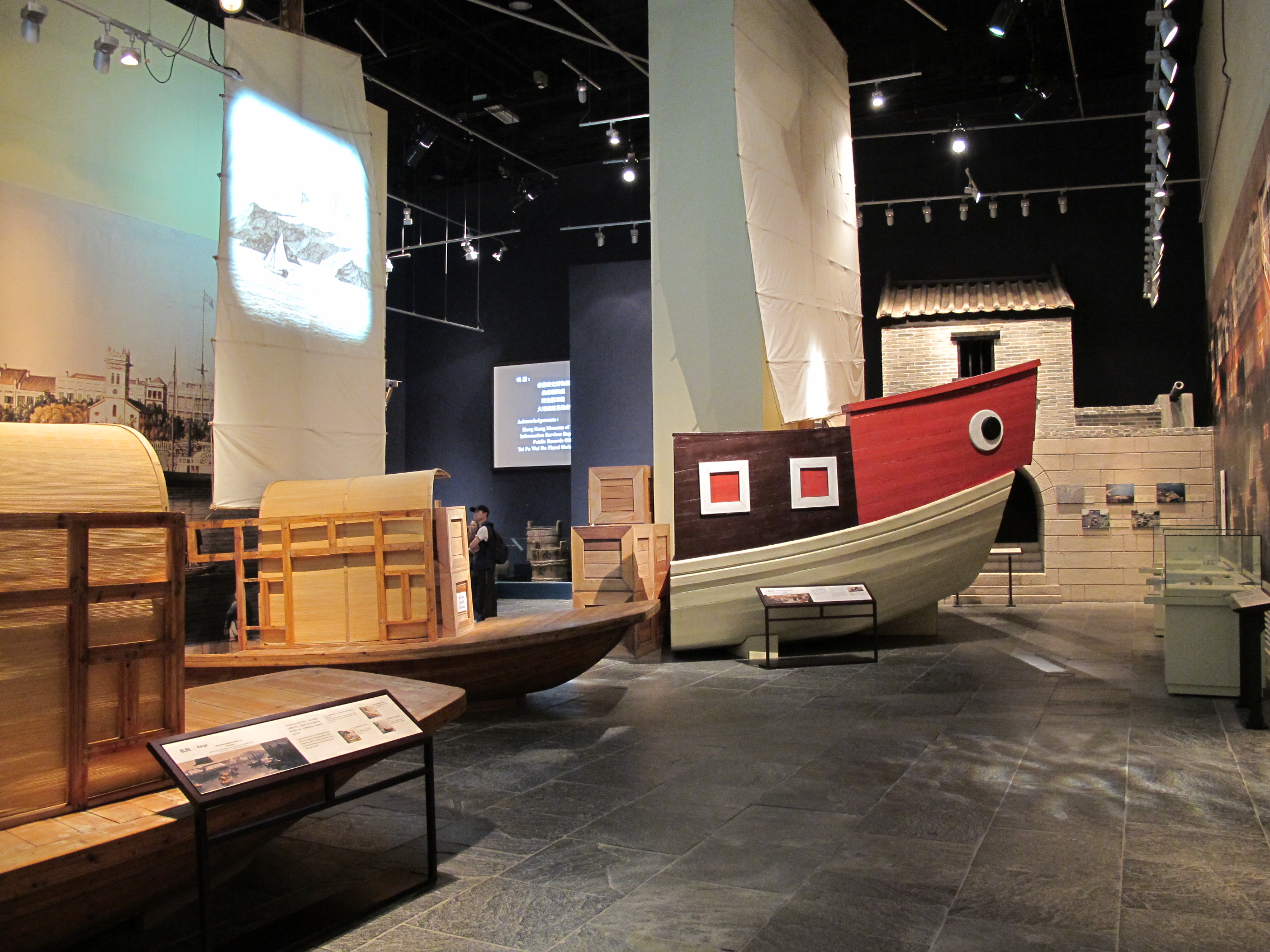
신가이 유적관

## 부속 박물관
홍콩 문화박물관의 부속 박물관은 다음 세 곳이 있다.
- 홍콩 철도박물관 (타이포)
- 쌈둥 박물관 (췬완 옛 하카 위촌 자리)
- 성유 민속박물관 (싸이쿵 옛 하카 마을 자리)

## 교통
박물관으로는 여러 버스 노선으로 갈 수 있다. 또한 다음 MTR 전철역에서 도보 거리 내에 위치해 있다.
- 둥팃 선: 다이와이 역이나 사틴 역에서 15분 거리에 있다.
- 마온싼 선: 체궁미우 역에서 다리건너 5분 거리에 있다.

## 같이 보기
- 홍콩의 역사
- 홍콩 역사박물관
- 홍콩의 박물관
- 홍콩의 문화
- 홍콩의 문화재 보존
- 홍콩 문물탐색관
- 홍콩 역사박물관